# 1795 у науці

## Науков відкриття
- Едвард Піґотт повідомив про відкриття ним змін блиску у зірок R Північної Корони і R Щита.

## Наукові праці
- «Вступ до порівняльної анатомії» Ґете

## Події
- 7 квітня було проголошено нову одиницю грам, як «абсолютна вага об'єму води, рівному кубу одної сотої частини метра за температури плавлення льоду»
- 25 червня — засноване Бюро довгот, Франція
- Заснована Академія моральних і політичних наук, Франція

## Організми, описані 1795 року

### Тварини
- Ондатра (Link)
- Ксилотрех коротковусий (Xylotrechus arvicola Olivier)
- Ламантин африканський (Trichechus senegalensis Link)
- Пекарі звичайний (Tayassu pecari Link)
- Черепаха зірчаста (Geochelone elegans Schoepff)
- Agapanthia annularis (Olivier)
- Donacia dentata (Hoppe)

### Рослини
- Аспленій північний (Asplenium septentrionale (L.) Hoffm.)
- Галінсога дрібноквіткова (Galinsoga parviflora Cav.)
- Гедипноїс крітський (Hedypnois rhagadioloides (L.) F.W.Schmidt)
- Калачики дрібненькі (Malva pussilla Sm.)
- Перстач пісковий (Potentilla arenaria Borkh.)
- Eucalyptus robusta Sm.
- Urospermum picroides (L.) Scop. ex F.W.Schmidt

## Наукові нагороди

### Медаль Коплі
Джессі Рамсден — за кілька різних винаходів та вдосконалень будови інструментів для тригонометричних вимірювань, проведених покійним генерал-майором Роєм та лейтенант-полковником Вільямсом із співробітниками

## Народились
- 8 лютого — Фрідліб Рунге, німецький хімік-органік та аналітик
- 1 квітня — Карл Антон фон Меєр, російський ботанік-систематик
- 19 квітня — Крістіан Ґоттфрід Ернберг, німецький натураліст, зоолог, порівняльний анатом, геолог і мікроскопіст
- 13 травня — Павел Йозеф Шафарик, славіст, діяч чеського і словацького відродження
- 4 липня — Ейхвальд Едуард Іванович, російський натураліст
- 5 липня — Бенджамін Морелл, американський капітан і дослідник
- 22 липня — Габрієль Ламе, французький інженер, математик і механік
- 8 листопада — Альберт Готфрід Дітріх, німецький ботанік і міколог
- 8 грудня — Петер Андреас Ганзен, дансько-німецький астроном і геодезист
- 17 грудня — Крістіан Фрідріх Еклон, данський ботанік
- ? — Степанів Тихон, економіст і правник, автор першого в Російській імперії підручника політичної економії «Записки о политической экономии»
- ? — Арандаренко Микола Іванович, український історик, статистик, етнограф
- ? — Савенко Петро Назарович, вчений медик родом з України
- ? — Куросава Окінамаро, японський мовознавець, поет, мислитель течії кокуґаку
- ? — Фрідріх Шлемм — німецький анатом

## Померли
- 30 січня — Жан-Жак Бартелемі, французький письменник і археолог
- 26 червня — Якоб Фрідріх Ерхарт, німецько-швейцарський ботанік, міколог і фармацевт
- 31 липня — Шеліхов Григорій Іванович, російський дослідник, мореплавець, купець
- 11 вересня — Бецькой Іван Іванович, російський педагог
- ? — Шумлянський Олександр Михайлович, лікар-учений, засновник гістологічної науки в Росії
- ? — Адер Кроуфорд — шотландський хімік